# Carpineti
Carpineti est une commune italienne de la province de Reggio d'Émilie dans la région Émilie-Romagne en Italie.

## Administration
| Période                                  | Période | Identité | Étiquette | Qualité |
| ---------------------------------------- | ------- | -------- | --------- | ------- |
|                                          |         |          |           |         |
| Les données manquantes sont à compléter. |         |          |           |         |

### Hameaux
Bera, Branciglia,

### Communes limitrophes
Baiso, Casina, Castelnovo ne' Monti, Toano, Viano, Villa Minozzo.

## Honneur
L'astéroïde (575195) Carpineti porte son nom.